# 达尔科·克拉利
达尔科·克拉利（1971年6月6日—），克罗地亚男子田径运动员。他曾代表克罗地亚参加2008年和2012年夏季残疾人奥林匹克运动会田径比赛，获得一枚金牌和一枚银牌。